# يورجن جينسن
يورجن جينسن (بالدنماركية: Jørgen Christian Jensen)‏ (و. 1891 – 1922 م) هو جندي  من الدنمارك، والإمبراطورية البريطانية، ولد في Løgstør ‏، ويحمل رتبة عسكرية عريف، توفي في أديلايد، عن عمر يناهز 31 عاماً ، بسبب وذمة الرئة.

## جوائز
حصل على جوائز منها:
صليب فيكتوريا